# رئيس الاتحاد السوفيتي
رئيس إتحاد الجمهوريات السوفيتية الاشتراكية (بالروسية: Президент Союза Советских Социалистических Республик) وإختصار الاسم هو رئيس الاتحاد السوفيتي هو رأس الاتحاد السوفيتي. يحصل الرئيس على راتب سنوي قدره 18,000 روبل سوفيتي وهو ما يعادل 28,000 دولار.

## وصف
كانت الرئاسة منصبًا تنفيذيًا، وهو مزيج من الرئاسة الأمريكية والفرنسية قبل إنشاء منصب الرئيس، كان الرئيس الشرعي لدولة الاتحاد السوفيتي هو رئيس هيئة رئاسة مجلس السوفيت الأعلى، والذي غالبًا ما كان يطلق عليه «الرئيس» من قبل مصادر غير سوفيتية. في معظم فترات وجود الاتحاد السوفيتي ، جميع السلطات السياسية التنفيذية الفعالة كانت بأيدي الأمين العام للحزب الشيوعي للاتحاد السوفيتي، مع ممارسة رئيس هيئة الرئاسة واجبات رمزية وصورية إلى حد كبير. بدءًا من ليونيد بريجنيف في عام 1977، عمل آخر الجنرالات الأربعة الأواخر وهم:بريجنيف، ويوري أندروبوف، وقسطنطين تشيرنينكو، وغورباتشوف. كانوا رؤوس الدولة خلال فترة وجودهم في مناصبهم. تم انتخاب الرئيس في البداية من قبل مجلس نواب الشعب وشغل منصب الرئيس بحكم منصبه لتلك الهيئة، لكن جميع الإنتخابات المستقبلية كانت ستجرى عن طريق التصويت الشعبي. أبلغ الرئيس مجلس السوفيت الأعلى. وفي 24 سبتمبر 1990، أقنع جورباتشوف مجلس السوفيت الأعلى لمنحه سلطة الحكم بمرسوم غير مقيد (بشأن الإقتصاد والقانون والنظام وتعيين موظفي الحكومة) حتى 31 مارس 1992. وكانت السلطة الأخرى هي الحق في إعلان الرئاسة المباشرة الحكم في المناطق المضطربة وإلغاء الهيئات الديمقراطية المنتخبة إذا لزم الأمر. خلال انتخاب الرئيس، تم ترشيح العديد من المرشحين، من بين المتنافسين البارزين شخصية KGB فاديم باكاتين ورئيس الوزراء نيكولاي ريجكوف. نائب رئيس الاتحاد السوفيتي كان جينادي ياناييف، الشخص الوحيد الذي شغل هذا المنصب. إذا قُتل الرئيس أو لم يعد في منصبه، يصبح نائب الرئيس رئيسًا. كان أيضًا زعيم عصابة الثمانية التي حاولت الإنقلاب في إنقلاب أغسطس، وأعلن نفسه رئيسًا بالنيابة للإتحاد السوفيتي في 19 أغسطس 1991. بعد ثلاثة أيام إنهار الانقلاب وعاد جورباتشوف. وشغل المنصب حتى حل البلاد.

## مميزات يمتلكها رئيس البلاد
- القائد العام للقوات المسلحة.
- يمكن أن يقترح وله حق نقص التشريعات.
- يقوم بتعيين رئيس الحكومة، الذي يجب أن يوافق عليه مجلس السوفيت الأعلى.
- تعيين وإقالة (إذا لزم الأمر) رئيس الحكومة.
- تعيين وإقالة المسؤولين الحكوميين.
- إعلان حالات الطوارئ أو الأحكام العرفية داخل حدود الاتحاد السوفيتي.
- العمل بصفته الممثل الأعلى لدول الاتحاد في الخارج، والتوقيع على المعاهدات الدولية.
- يمكن أن يقدم دعوة لإجراء استفتاءات وطنية حول القضايا الهامة.
- منح الرتب العسكرية والألقاب الفخرية.
- إعادة الجنسية للمنفيين أو المعارضين الداخليين.
- يمكن أن يلغي قرارات الحكومة التي انتهكت الدستور أو عارضت حقوق المواطنين وحرياتهم للخطر.

## تاريخ المنصب
صوّت قادة الحزب الشيوعي على إنشاء رئاسة في 7 فبراير 1990. جرت الانتخابات الرئاسية الأولى والوحيدة في 14 آذار / مارس 1990. وقرر مجلس نواب الشعب انتخاب أول رئيس لفترة خمس سنوات ، ثم تسليم الانتخابات الرئاسية للجمهور ابتداءً من الانتخابات الرئاسية المزمع إجراؤها عام 1995.

## اليمين الدستورية
وبيده اليمنى على نسخة مغلفة باللون الأحمر من الدستور السوفيتي، وُضعت على طاولة صغيرة أمام الكونغرس، أدى الرئيس المنتخب غورباتشوف اليمين الدستورية التالية:
«أقسم رسميًّا أني سوف أخدم شعوب دولنا بإخلاص، وسوف ألتزم بصرامة بالدستور السوفيتي لضمان حقوق المواطنين وحرياتهم والوفاء بإخلاص بالمسؤوليات الكبيرة الموكلة إلي كرئيس للاتحاد السوفيتي».

## قائمة الرؤساء
| No. | الاسم (ولد-مات)                        | مدة المنصب    | مدة المنصب     | مدة المنصب      | الحزب                          | منتخب سنة | نائب الرئيس                    | رئيس الحكومة   | رئيس الحكومة     |
| No. | الاسم (ولد-مات)                        | انتُخب للمنصب  | ترك المنصب     | مدة المنصب      | الحزب                          | منتخب سنة | نائب الرئيس                    | رئيس الحكومة   | رئيس الحكومة     |
| --- | -------------------------------------- | ------------- | -------------- | --------------- | ------------------------------ | --------- | ------------------------------ | -------------- | ---------------- |
| 1   | ميخائيل غورباتشوف (1931–2022) (94 سنة) | 15 مارس 1990  | 25 ديسمبر 1991 | 1 سنة و285 أيام | الحزب الشيوعي للاتحاد السوفيتي | 1990      | منصب شاغر (الي 27 ديسمبر 1990) |                | نيكولاي ريزهوكوف |
| 1   | ميخائيل غورباتشوف (1931–2022) (94 سنة) | 15 مارس 1990  | 25 ديسمبر 1991 | 1 سنة و285 أيام | الحزب الشيوعي للاتحاد السوفيتي | 1990      | غينادي ياناييف                 |                | فالنتين بافلوف   |
| 1   | ميخائيل غورباتشوف (1931–2022) (94 سنة) | 15 مارس 1990  | 25 ديسمبر 1991 | 1 سنة و285 أيام | الحزب الشيوعي للاتحاد السوفيتي | 1990      | تم الغاء المنصب                | إيفان سيلايف   |                  |
| —   | غينادي ياناييف (1937–2010)(37 سنة)     | 19 أغسطس 1991 | 21 أغسطس 1991  | 2 أيام          | الحزب الشيوعي للاتحاد السوفيتي | غير معروف | منصب شاغر                      | فالنتين بافلوف |                  |